# Кешм (город)
Кешм (перс. قشم‎) — город на юге Ирана, в провинции Хормозган. Административный центр шахрестана Кешм. Пятый по численности населения город провинции.

## География
Город находится в центральной части Хормозгана, на северном побережье одноимённого острова. Абсолютная высота — 0 метров над уровнем моря.
Кешм расположен на расстоянии приблизительно 23 километров к югу от Бендер-Аббаса, административного центра провинции и на расстоянии 1070 километров к юго-юго-востоку (SSE) от Тегерана, столицы страны.
В южной части города расположен аэропорт (ICAO: OIKQ).

## Население
По данным переписи, на 2006 год население составляло 24 461 человек.

## Достопримечательности
- Соборная мечеть[4]
- Базар[5]
- Храм Митры[6]
- Аб-анбар XIX века[7]